# Kåre Mölder
Kåre Ragnar Mölder, född 2 november 1954 i Sundbyberg, är en svensk skådespelare.

## Filmografi
- 1977 – Mackan
- 1980 – Ni ljuger
- 1980 – Mannen som gick upp i rök
- 1982 – Hedebyborna (TV-serie)
- 1982 – Brusten himmel
- 1982 – Avgörandet
- 1982 – Sova räv
- 1982 – Gräsänklingar
- 1984 – Slagskämpen
- 1986 – Studierektorns sista strid (TV-serie)
- 1987 – Förebudet
- 1988 – Stoft och skugga (TV-serie)
- 1989 – Tre kärlekar (TV-serie) (gästroll)
- 1989 – Slavhandlarna
- 1989 – Hunden som log
- 1991 – Infödingen
- 1992 – Destination Nordsjön (TV-serie)
- 1992 – Rederiet (TV-serie) (gästroll)
- 1992 – Ha ett underbart liv
- 1992 – Den flygande norrlänningen
- 1993 – Mannen på balkongen
- 1995 – Du bestämmer (TV-serie)
- 1996 – Silvermannen
- 1997 – Snoken (TV-serie)
- 1998 – S:t Mikael (TV-serie)
- 1999 – Jakten på en mördare (TV-serie)
- 1999 – Insider (TV-serie)
- 2000 – Brottsvåg (TV-serie)
- 2001 – Återkomsten (TV-serie)
- 2002 – Semesterplaner
- 2005 – Parasiten
- 2006 – Sök
- 2006 – Den som viskar (TV-serie)
- 2009 – Beck – I stormens öga
- 2009 – Oskyldigt dömd (TV-serie)
- 2009 – Morden (TV-serie)